# 千葉県道15号千葉船橋海浜線

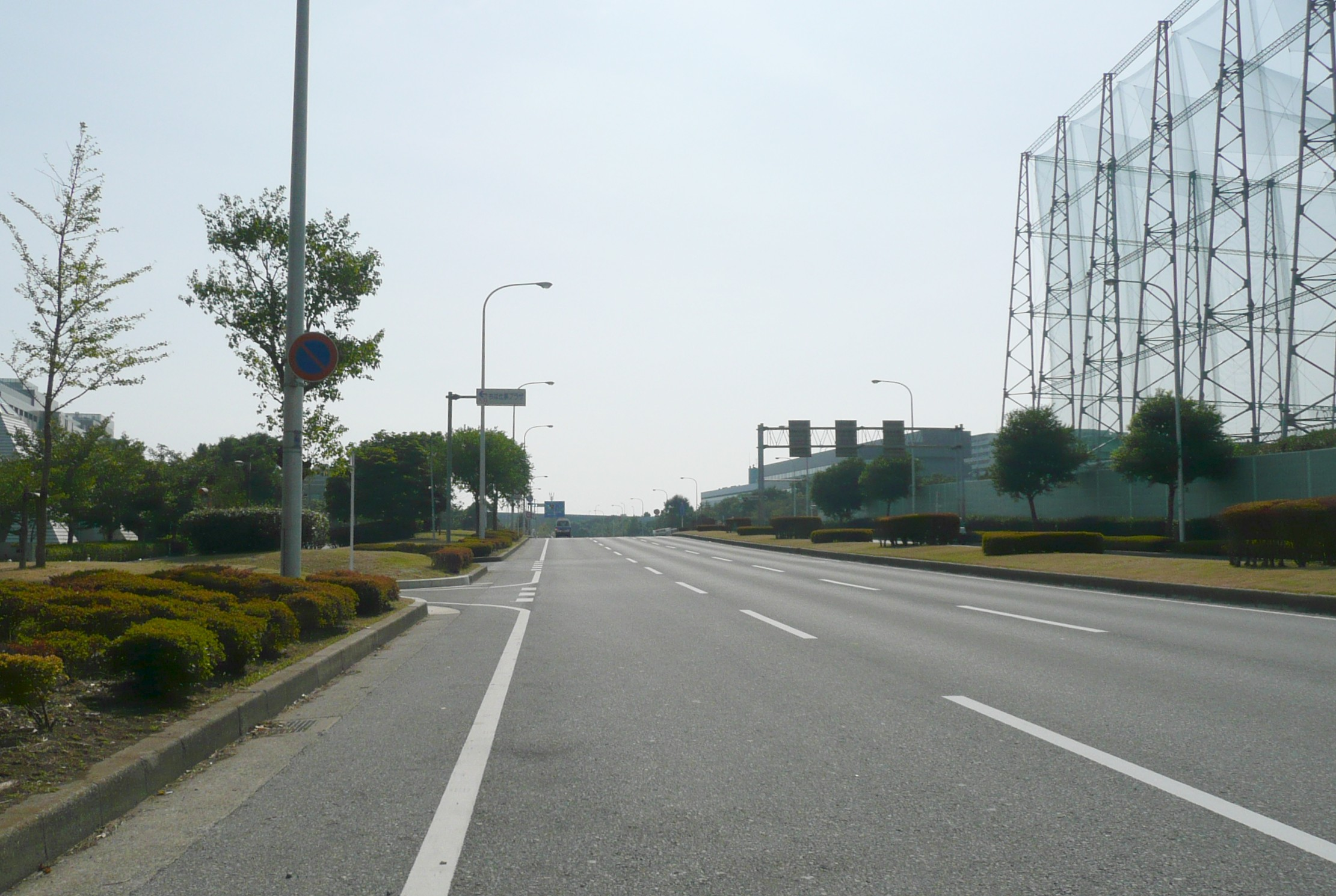
千葉県道15号（千葉市美浜区内、2010年9月）

千葉県道15号千葉船橋海浜線（ちばけんどう15ごう ちばふなばしかいひんせん）は千葉県千葉市と船橋市を結ぶ県道（主要地方道）である。東京湾岸沿いの埋立地を走る主要道路である。本線は国道357号に並行する。

## 概要
千葉市幕張西（国道14号・幕張1丁目交差点）を起点に幕張新都心・メッセ大橋交差点を経由し、東京湾沿いに船橋市若松（国道357号・若松交差点）に至る幹線道路で、東関東自動車道、京葉道路、国道14号、国道357号などの幹線道路と一体となって千葉県湾岸地域の多大な交通を担っている。かつては若松交差点で千葉県道8号船橋我孫子線方面への直進が不可であったため、不必要な渋滞が発生していたが、2012年に直進が可能となり所要時間が短縮された。
東関東自動車道の谷津船橋インターチェンジ (IC) が2013年（平成25年）度に供用され、同ICと連絡する取り付け道路も同時供用されている。
船橋市内の支線のうち「中央通り」と呼ばれるものは、習志野市茜浜1丁目付近の交差点で本線から分岐し、北緯35.6676度東経139.9853度(世界測地系による座標)付近（船橋市高瀬町。陸地の果てに近い個所）において、折り返しを迎える。

### 路線データ
- 起点：千葉市花見川区幕張町1丁目・美浜区幕張西4丁目 幕張1丁目交差点（国道14号交点）
- 終点：船橋市若松・習志野市谷津3丁目 若松交差点（国道357号・千葉県道8号船橋我孫子線交点）
- 総延長：*.* km（千葉土木事務所管内：*.* km、千葉市管内：*.* km、葛南土木事務所管内：*.* km）
- 重用延長：*.* km（千葉土木事務所管内：*.* km、千葉市管内：*.* km、葛南土木事務所管内：*.* km）
- 実延長：7.384 km（千葉土木事務所管内：2.175 km[3]、千葉市管内：2.901 km[4]、葛南土木事務所管内：2.308 km[5]）
- 認定年月日：1987年（昭和62年）5月29日

## 通過する自治体
- 千葉県
  - 千葉市（花見川区〈起点のみ〉、美浜区） - 習志野市 - 船橋市

## 経路および交差・接続するおもな道路・河川・鉄道

### 本線
- 千葉県千葉市花見川区
  - 幕張1丁目交差点（国道14号）
- 千葉県千葉市美浜区
  - 浜田交差点（国道357号）
  - 立体交差（東関東自動車道） - 浜田交差点と同地点
  - 立体交差（京葉線）
  - メッセ大橋交差点
- 千葉県習志野市
  - 橋梁（名称不明）（菊田川）
  - 橋梁（名称不明）（谷津B水路）
- 千葉県船橋市（終点まで習志野市との境界線上）
  - 高瀬町内（支線）
  - 橋梁（名称不明）（高瀬川）
  - 若松交差点（国道357号・千葉県道8号船橋我孫子線）

## 周辺の地理・施設
- 幕張新都心
- 浜田川
- 千葉運転免許センター
- イオンモール幕張新都心
- 幕張メッセ
- 千葉マリンスタジアム
- 幕張豊砂駅
- 千葉工業大学新習志野キャンパス
- 新習志野駅
- 千葉県国際総合水泳場
- 谷津干潟
- 三番瀬
- 南船橋駅
- 船橋競馬場